# ソールズベリー山

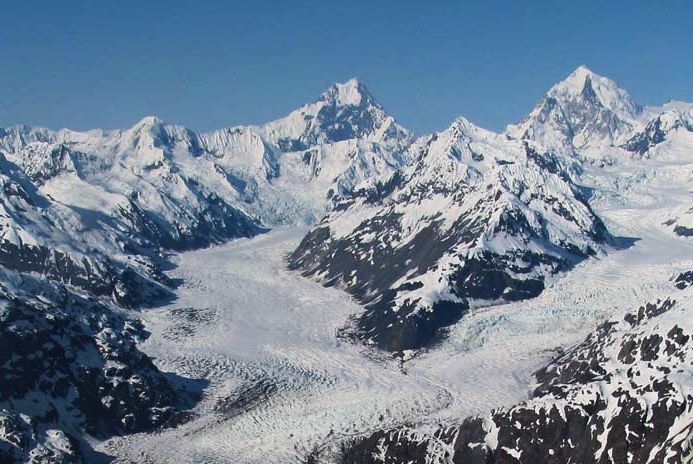
北半球のソールズベリー山

ソールズベリー山（Mt. Salisbury）とは、地球の北半球と南半球にそれぞれ1つずつ存在する山である。

## 北半球のソールズベリー山
北半球のソールズベリー山は、北アメリカ大陸の北西部に存在する山の1つである。この山は、おおよそ北緯58度51分、西経137度22分付近に位置しており、アメリカ合衆国のアラスカ州に属している。

### 概要
北半球のソールズベリー山の山頂の標高は3,709mとされている。この山の周囲にはフェアウェザー氷河などの氷河も存在する。また、この山はセイントイライアス山地の南端部を構成する山の1つである。ところで、このセイントイライアス山地の南端部は、俗にフェアウェザー連山と呼ばれている。そして、このソールズベリー山は、フェアウェザー連山の最高峰であるフェアウェザー山の南東約10kmに位置していて、フェアウェザー連山を構成する山の1つとして数えられている。

### 登山史
北半球のソールズベリー山の初登頂は、J Nelson、S Swenson、J Eberharter、G Thompsonの4人パーティーが、1977年に山頂まで登ったことだとされている。なお、この山の登山を行う者は、ほとんどいないことで知られている。と言うのも、既述のようにこの山のすぐそばには、この山よりも高く、しかもこの山よりも有名なフェアウェザー山が存在しているからである。さらに、この山に来ること自体が大変であり、その上、この付近の山々は大抵いつも山頂付近に雲がかかっていて天候が悪いということも手伝って、通常、この山に登る者はほとんどいない。

## 南半球のソールズベリー山
南半球のソールズベリー山は、南極に存在する山の1つである。この山は、ジェームズ・B・ソールズベリー（James B. Salisbury）という人物の姓にちなんで、「ソールズベリー」と命名された。